# 大日本史

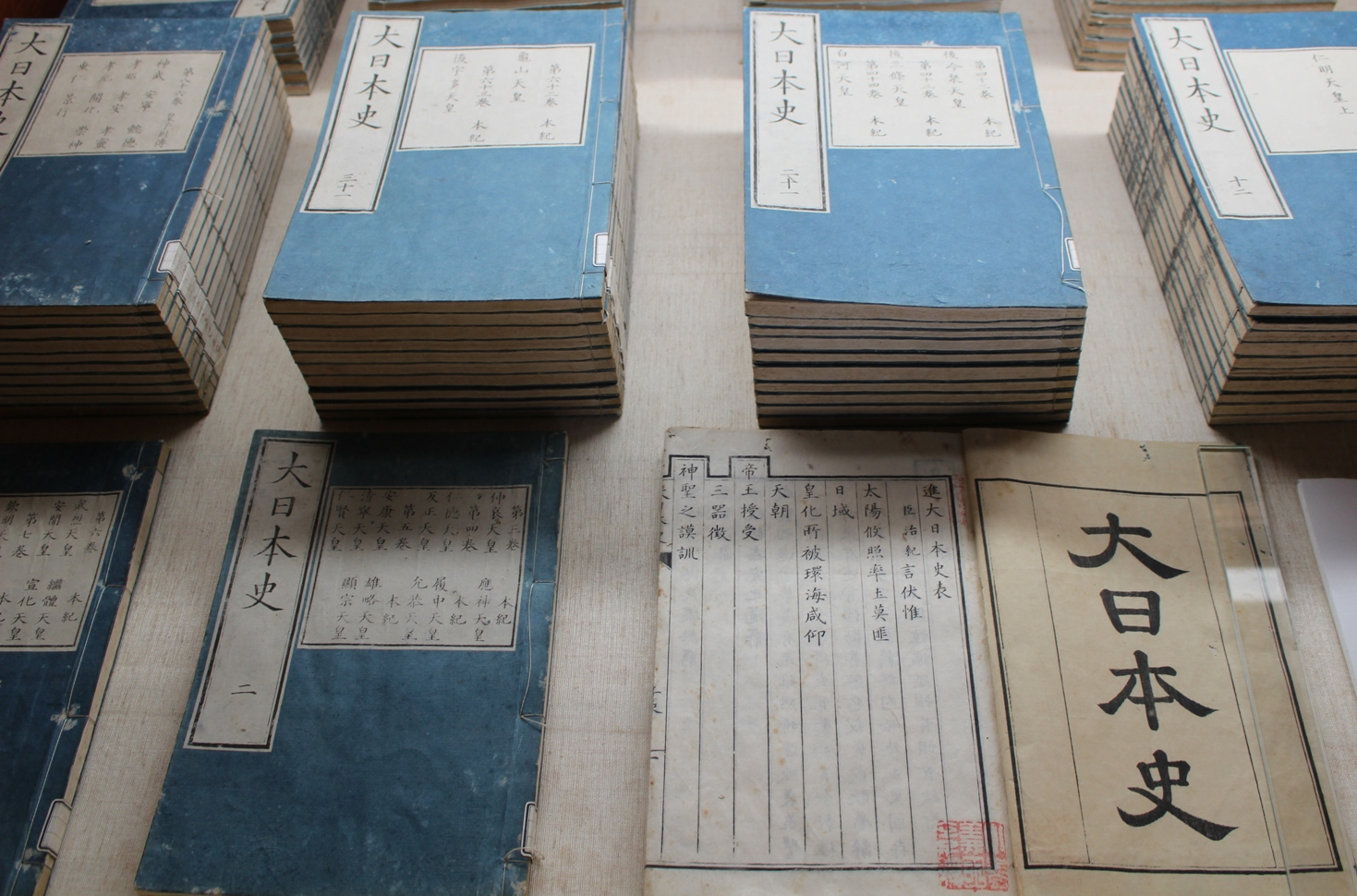
弘道館藏大日本史。

《大日本史》是日本的一部紀傳體史書，共397卷，成書於江戶時代，作者是水戶藩藩主德川光圀。這部史書用漢文撰寫，在1715年德川光圀死後由水戶藩藩主主持繼續編纂，於明治時代完成。1715年，水戶藩藩主德川綱條將這部史書命名為「大日本史」。由於其形式與《史記》同為紀傳體，被日本人稱作「本朝史記」或「國史（倭史）」。
《大日本史》記載所涵蓋的內容，起至神武天皇，終於南北朝結束的1392年。其中包含七十三篇本紀，敍述帝王之事；七十篇列傳，記載后妃、皇子、皇女、群臣、幕府將軍、將軍家臣、文學、歌人、孝子、義烈、隱逸、方技、叛逆之臣的事蹟以及周邊國家和民族的情況；二十六篇志，收納關於神祇、氏族、職官、國郡、食貨、禮樂、兵、刑法、陰陽、佛事的文章；二十八篇表，收入了關於臣、連、伴、造、公卿、國郡司、檢非違使、將軍僚屬的列表。
《大日本史》頗受古中國儒家與史家思想，尤其是朱舜水等名士影響；因此也是儒家書籍，是日本儒家的代表作品之一。

## 外部連結
- 大日本史（页面存档备份，存于）（原文圖片）
- 大日本史 （页面存档备份，存于）